# Cannabis en Espagne

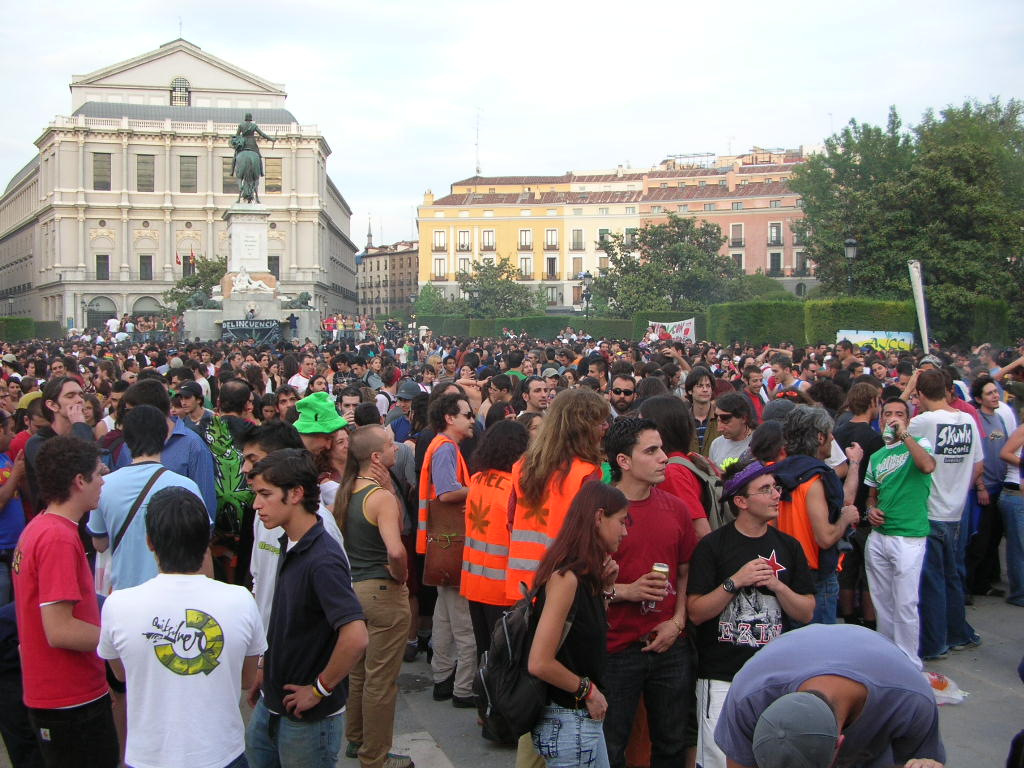
Million Marijuana March, 2005, Madrid

Le Cannabis en Espagne est une plante autochtone (présente depuis au moins le néolithique), et à ce jour réglementée par le Code pénal espagnol qui en interdit la fabrication, le trafic, ainsi que la culture, mais qui n’en interdit pas la consommation.

## Situation
La loi en vigueur en Espagne fut adoptée sous le régime dictatorial du Général Franco en 1967. Elle fut complémentée en 1992 par la loi organique sur la protection de la sécurité civile interdit la consommation ou la détention de cannabis dans des lieux publics.
Ce dispositif traduit l’idée que la consommation de produits stupéfiants, même si elle constitue un danger pour l’usager, doit être tolérée aussi longtemps qu’elle relève de la vie privée et ne trouble pas l’ordre public.
Ainsi, la simple détention liée à la consommation personnelle n’est donc pas une infraction pénale et les juges excluent en général toute sanction lorsque la quantité détenue n’excède pas cinquante grammes.
Une modification de la loi a eu lieu en 2006. La vente de graines est désormais légalisée. La possession ou la consommation de cannabis est interdite dans les lieux publics mais autorisée dans les lieux privés. De plus, la culture de plants de cannabis est autorisée dans un lieu privé. Depuis la fin des années 1990, les tribunaux espagnols font la différence entre la consommation de cannabis médical et de cannabis récréatif. Le cannabis médical est donc depuis cette période en phase de légalisation.

### Cannabis social clubs
Le modèle de politiques publiques connu sous le nom de Cannabis social club (CSC) est né en Espagne (Catalogne et Pays basque) au cours des années 1990, formalisé plus tard par l'ONG européenne ENCOD. Les CSC fleurissent un peu partout en Espagne. Ces associations à but non lucratif sont réservées aux personnes majeures et ne produisent de cannabis que pour les besoins personnels de leurs membres.